# Phaedrotoma alternantherae
Phaedrotoma alternantherae är en stekelart som först beskrevs av Fischer 1966.  Phaedrotoma alternantherae ingår i släktet Phaedrotoma och familjen bracksteklar. Inga underarter finns listade i Catalogue of Life.